# 間島特設隊
間島特設部隊（かんとうとくせつぶたい、朝鮮語: 간도특설대 / 間島特設隊）は、かつて満州国に存在した朝鮮人による特殊部隊。通称間島特設隊。

## 概要
それまでの1935年（昭和10年）に設置された朝鮮人国境監視隊が解体され国境警察に編入されたことを受け、そこの下士官を基幹要員として満州国軍隷下として1938年（昭和13年）12月（1939年3月とも）に間島省明月溝で創設された。おもに間島地域で徴募された朝鮮人兵士により組織され、士官は隊長と中隊長の一部が日系軍官で、それ以外は満州国軍官学校で教育を受けた朝鮮人士官が配属された。所属は満州国軍であったが、部隊の建設や教育、また作戦への投入はすべて日本軍の支配下にあった。編成当初の指揮官は染川一男少校で、部隊本部と第1連、第2連、機関銃連で編成され、総兵力は360名であった。のちに2個歩兵連、機迫連の編制となった。機迫連は重火器中隊で、重機関銃と迫撃砲を装備して歩兵の支援に当たる。歩兵分隊も優秀なチェコ製軽機関銃（ZB26）を装備するなど、当時の日本軍に勝る火力を持つエリート部隊であった。植民地軍の性格を持つ部隊であったが、日本軍の対ソ攻勢計画の一翼を担う任務を与えられていた。これは同年に起こった張鼓峰事件の戦訓を取り入れたもので、対ソ戦の際には単独でソ連領内に浸透し、破壊工作などの特殊作戦に従事する予定であった。対ソ戦は実現しないまま、部隊は間島地域でのゲリラ討伐戦に投入された。抗日勢力の掃討を目的とした。
1939年（昭和14年）から1941年（昭和16年）まで、日本の野副討伐隊の討伐作戦に参加し、その働きぶりは日本軍からも「常勝の朝鮮人部隊」と高く評価され朝鮮人独立運動勢力の掃討に貢献した。昭和19年には満州国軍北支那臨時派遣隊（鉄石部隊、加藤泊治郎中将）直轄として戦局が悪化した華北戦線に投入され、日本軍の一翼として八路軍系の中国軍と戦った。終戦時は鉄石部隊に配属されて北支の治安戦に従事。終戦後は河北省に駐留していた連長の金燦圭（金白一）の引率により瀋陽に到着後、解散となり、一部は朝鮮半島に帰還し、一部は中国に居住した。
部隊は第二次世界大戦終結にともない解体されたが、この部隊出身の士官は、初期の大韓民国陸軍で重要な地位を独占した。連隊長クラスや将軍にまで昇進したものも多く、大韓民国建国後の反乱鎮圧や共産系ゲリラ討伐に活躍し、後の朝鮮戦争でも戦った。ただし、洪清波のように朝鮮民主主義人民共和国の朝鮮人民軍に入隊した者も僅かにいる。

## 編制
創設初期は間島省延吉県明月溝の本部に副官、医務、軍需の3室と歩兵連と機迫連の2個連が設置されていた。歩兵連には3個、機迫連には2個内務班が設置されていたが、部隊出動時には内務班が数個の排（小隊）に改編され、排に数個の班（分隊）が置かれた。
1940年3月の一般隊員第2期生募集後は、一時的に歩兵連と機迫連とは別に新兵連を編成し、新兵を訓練していたが、1940年12月以降は歩兵第1連、歩兵第2連、機迫連に改編し、各連に3個排、各排に3～4個班を置く編制となった。以後、熱河省に派遣されるまで大きな変化は無かった。
1944年から本部には副官処が置かれ、副官処が軍医、軍需、軍機、通信、裁縫工、無線電などを総括・管理した。また副官処に専門情報活動を管理する軍官が置かれ、1944年に新設された現地の情報班を直接指揮した。
一般隊員は全て朝鮮人で構成され、第1～7期生まで募兵が行われた。募兵対象は、間島省内に在住し、国民学校または普通学校卒業程度の学力と日本語能力を有する満18歳以上20歳未満の朝鮮人男子であった。第1期は200名、第2期は100名ほどが募集されたが、3期以降は約80名に固定された。第1～7期まで約690名の一般隊員を入隊させたが、実際には毎年患者・志望者・退役者ががいるため、常時の平均人員は指揮官も合わせて300名前後であった。

## 所属した人物

### 隊長
- 初代 染川一男少校（1938年12月-1940年3月[9]）
- 2代 園部市次郎少校（1940年3月-1941年秋[9]）
- 代理 橋本清（1941年秋-1942年春[9]）
- 4代 佐々木五郎少校（1942年春-1943年5月[9]）
- 5代 柴田清少校（1943年5月-1944年7月[9]）
- 6代 藤井義正少校（1944年7月-1945年8月[9]）

### 隊員
| 氏名                  | 民族       | 役職                        | 在任期間               | 経歴                                                                         | 解放後の経歴                                                                                            |
| --------------------- | ---------- | --------------------------- | ---------------------- | ---------------------------------------------------------------------------- | --- |
| 土谷一世              | 日本内地人 | 歩兵第1連連長               | 不明                   | 不明                                                                         | |
| 秋葉正                | 日本内地人 | 歩兵第1連連長               | 不明                   | 不明                                                                         | |
| 蓑口仁三郎            | 日本内地人 | 歩兵第1連連長               | ～1942年               | 不明                                                                         | |
| 金燦圭 （金澤俊南）   | 朝鮮人     | 歩兵第1連連長               | ～1945年8月            | 中央陸軍訓練処（中訓）5期、特設隊創設要員                                    | 金白一に改名、韓国陸軍行政参謀副長、作戦参謀副長、第1軍団長。朝鮮戦争で移動中に航空事故死、韓国陸軍中将 |
| 井澤陸雄              | 日本内地人 | 歩兵第2連連長               | ～1942年               | 不明                                                                         | |
| 伊藤敏明              | 日本内地人 | 歩兵第2連連長               | 不明                   | 中訓6期                                                                      | |
| 姜在浩 （本郷公康）   | 朝鮮人     | 歩兵第2連連長               | 不明                   | 中訓4期、琿春国境監視隊出身、特設隊創設要員、1943年2月まで光明中学校配属将校 | 韓国陸軍少領                                                                                            |
| 板尾秀二              | 日本内地人 | 機迫連連長                  | ～1945年8月            | 中訓5期                                                                      | 1970年代石川県羽咋高校勤務                                                                              |
| 金洪俊 （金澤洪一）   | 朝鮮人     | 機迫連連長                  | 不明                   | 中訓5期、特設隊創設要員                                                      | 南朝鮮国防警備隊第4連隊長、1946年9月事故死                                                              |
| 屋良朝晴              | 日本内地人 | 本部副官                    | 不明                   | 1940年6月に中訓卒業後、特設隊に配属                                          | |
| 石希峰 （伊原）       | 朝鮮人     | 本部副官                    | 不明                   | 中訓5期、日本陸士54期相当                                                    | |
| 李元衡 （三道正義）   | 朝鮮人     | 本部副官                    | 不明                   | 中訓4期、琿春国境監視隊出身、特設隊創設要員                                  | |
| 朴鳳祚 （大和成吉）   | 朝鮮人     |                             | 不明                   | 中訓4期、琿春国境監視隊出身、特設隊創設要員                                  | |
| 金錫範 （金山照）     | 朝鮮人     | 情報班主任                  | 不明                   | 中訓5期、日本陸士54期相当                                                    | 韓国海兵隊司令官                                                                                        |
| 馬東嶽                | 朝鮮人     | 軍医                        | 不明                   | 特設隊創設要員                                                               | |
| 申奉均 （宇田川義人） | 朝鮮人     | 歩兵第1連排長               | 1938年12月～ 1944年2月 | 中訓5期、特設隊創設要員                                                      | 申鉉俊に改名、韓国海兵隊司令官                                                                          |
| 崔楠根 （松山）       | 朝鮮人     | 第1連排長                   | 不明                   | 中訓7期                                                                      | 「麗水・順天事件」後の第4旅団参謀長。同反乱に際しての不審な行動を問われ、後に共産主義分子と認定され銃殺 |
| 崔慶萬 （鶴原武雄）   | 朝鮮人     | 歩兵第2連排長               | 不明                   | 中訓5期                                                                      | 韓国陸軍准将                                                                                            |
| 金明哲 （海原明哲）   | 朝鮮人     | 歩兵第2連排長               | 不明                   | 軍校2期                                                                      | 金黙に改名、朝鮮戦争開戦時第8師団工兵大隊長、韓国陸軍少将                                               |
| 李集龍 （大橋集龍）   | 朝鮮人     | 機迫連排長                  |                        | 特設隊1期生、陸軍訓練学校7期                                                 | 李龍に改名、韓国陸軍少将                                                                                |
| 太鎔範                | 朝鮮人     | 歩兵第1連少尉               | 不明                   | 特設隊1期生、入隊後中訓8期入学                                               | |
| 孫炳日                | 朝鮮人     | 歩兵第1連少尉               | 不明                   | 特設隊1期生、入隊後中訓9期入学                                               | |
| 尹秀鉉                | 朝鮮人     | 歩兵第1連少尉               | 不明                   | 特設隊1期生、入隊後中訓9期入学                                               | 韓国陸軍兵站監、韓国陸軍准将                                                                            |
| 宋錫夏 （武原弘庄）   | 朝鮮人     | 機迫連                      | 不明                   | 中訓5期                                                                      | 韓国陸軍少将                                                                                            |
| 白善燁 （白川義則）   | 朝鮮人     | 機迫連、情報班              | 不明                   | 中訓9期                                                                      | 韓国陸軍参謀総長、大将                                                                                  |
| 尹春根                | 朝鮮人     | 不明                        | 不明                   | 中訓5期                                                                      | 韓国陸軍少将                                                                                            |
| 文履禎                | 朝鮮人     | 不明                        | 不明                   | 中訓5期                                                                      | 軍事英語学校卒業、韓国陸軍中領                                                                          |
| 金龍紀                | 朝鮮人     | 不明                        | 不明                   | 中訓6期                                                                      | |
| 朴春植 （海野春樹）   | 朝鮮人     | 歩兵第1連候補少尉班長       | 不明                   | 特設隊1期生                                                                  | 韓国陸軍少将                                                                                            |
| 任忠植 （石川貞吉）   | 朝鮮人     | 歩兵第2連第1排中士班長      | 不明                   | 特設隊3期生                                                                  | 韓国合同参謀議長、韓国陸軍大将                                                                          |
| 金東瑾 （金森昭雄）   | 朝鮮人     | 歩兵第2連第1排第4班中士班長 | 不明                   | 特設隊3期生                                                                  | 中国人民解放軍に入隊するが、熱河省活動経歴が明らかになり、懲役7年の刑に処される                         |
| 金大植                | 朝鮮人     |                             |                        | 琿春国境監視隊出身、特設隊創設要員                                           | 韓国海兵隊司令官                                                                                        |
| 洪清波 （洪沼清源）   | 朝鮮人     |                             |                        | 琿春国境監視隊出身、特設隊創設要員                                           | 朝鮮義勇軍参加、朝鮮人民軍第6師団連隊長                                                                 |
| 朴蒼岩                | 朝鮮人     |                             |                        | 不明                                                                         | 韓国陸軍准将                                                                                            |